# Ассува

Малая Азия около 1200 года до н. э.

Ассува (хетт. 𒀸𒋗𒉿 aš-šu-wa) — конфедерация государств на западе Анатолии, созданная для войны против хеттов и побеждённая хеттами во главе с Тудхалией ІV около 1230 г. до н. э.
Х. Боссерт предполагал, что от названия Ассувы в дальнейшем произошло название Азия, которое изначально распространялось на Анатолию и лишь в эпоху завоеваний Александра Македонского стало обозначать совокупность земель к востоку от Греции (Bossert, 1946).

## Список участников
В «Анналах» Тудхалии IV указан состав коалиции, перечисление идёт с юга на север:
- страна, название которой оканчивается на -ugga или -luqqa (ассоцируется с Луккой[англ.], будущей Ликией, либо с Arduqqa из анналов Арнуванды I)
- Киспува (Kišpuwa)
- Уналия (Unaliya)
- название повреждено
- Тура (Dura)
- Халлува (Ḥalluwa)
- Хувалуссия (Ḥuwallušiya)
- Каркия (также Каркиса Karakiša, отождествляется с античной Карией)
- Дунда (Dunda)
- Ададаура (Adadura)
- Париста (Parišta)
- название повреждено
- Название повреждено, возможно оканчивается на -wwa
- Варсия (Waršiya)
- Куруппия (Kuruppiya)
- название, возможно, оканчивается на -luišša (или же просто Luišša)
- Алатара (Alatra)
- [страна горы] Пахурина (Pahurina)
- Пасухалда (Pasuhalta)
- название повреждено
- Вилусия (Wilušiya, отождествляется с древнегреческим «Илион»)
- Таруиса (T[a]rui[s]ša, трактуется как местное название области Троя/Троада)